# Чипсет
Чипсе́т (англ. chipset, досл. «набір чипів») — набір мікросхем у складі персонального комп'ютера, що керують його центральним процесором, оперативною пам'яттю і пам'яттю постійного зберігання, кеш-пам'яттю, системними шинами й інтерфейсами передачі даних, а також низкою периферійних пристроїв. Зазвичай розміщується на материнській платі персонального комп'ютера. Часом термін «чипсет» використовується для опису системи на кристалі (SoC) в мобільному телефоні.
Чипсет конструктивно прив'язаний до типу процесора; він зазвичай, складається з декількох спеціалізованих інтегральних мікросхем. До появи чипсетів їх функції виконували набори мікросхем, що складалися з багатьох контролерів середнього ступеня інтеграції. Використання чипсету дозволяє спростити конструкцію і зменшити вартість материнських плат.

## Чипсети материнських плат

Схематична діаграма чипсета материнської плати

Чипсет материнської плати визначає всі основні характеристики настільних комп'ютерів: від списку сумісних процесорів і типів пам'яті до кількості USB-інтерфейсів.
Чипсет складається з 2-х основних мікросхем:
- MCH — контролер-концентратор пам'яті — Північний міст (Northbridge) — забезпечує взаємодію ЦП з пам'яттю і відеоадаптером. У нових чипсетах часто є інтегрована відеопідсистема.
- ICH — контролер-концентратор вводу-виводу — Південний міст (Southbridge) — забезпечує взаємодію між ЦП і порівняно повільною периферією: жорстким диском, слотами PCI, USB тощо.

Також іноді до чипсетів відносять мікросхему Super I/O, яка підмикається до південного моста і відповідає за низькошвидкісні порти RS-232, LPT, PS/2.
На сайті фірми Intel приведені блок-схеми всіх її чипсетів і їх докладний опис.
В даний час основними виробниками чипсетів для настільних комп'ютерів є фірми Intel, Nvidia, AMD (яка придбала фірму ATi і зараз випускає чипсети під своїм ім'ям), VIA Technologies, SiS, Broadcom, ServerWorks, Uli.

### Intel
Фірма «Intel» випускає чипсети тільки для власних процесорів.
P67 — підтримує процесори Core i3, i5, i7 з ядрами «Sandy Bridge». Цей чипсет не дозволяє використовувати вбудовану в процесор графічну систему, проте дає великі можливості для розгону і збірки конфігурацій з декількома відеокартами.
H67 — підтримує процесори Core i3, i5, i7 з ядрами «Sandy Bridge». Цей чипсет дає можливість використовувати вбудоване в процесор відеоядро (таким чином, комп'ютер зможе виводити зображення без окремої відеокарти), але можливості розгону і встановлення декількох відеокарт в системах на H67 вкрай обмежені або взагалі відсутні.
Z68 — підтримує процесори Core i3, i5, i7 з ядрами «Sandy Bridge». Цей чипсет уможливлює:
- використовувати вбудоване в процесор графічне ядро;
- динамічно перемикатися з графічного ядра на дискретну відеокарту;
- реалізована нова фірмова технологія пришвидшення роботи жорстких дисків за рахунок роботи в парі з твердотільним диском Intel Smart Response.
- материнські плати на цьому чипсеті мають досить високий розгінний потенціал.

### AMD
Для процесорів фірми AMD найпоширенішими є чипсети від самої AMD, також досить популярними є чипсети від «nVidia» (що випускаються, як правило, під торговою маркою «GForce»)

### VIA
Чипсети фірм VIA і SIS популярні в основному в секторі low end, а також в офісних системах, оскільки вбудована графіка у них за 3D можливостями значно поступається nVidia і AMD. SIS найчастіше випускає чипсети для процесорів Intel, а VIA для AMD. До виходу на ринок чипсетів фірми nVidia, VIA, з такими продуктами як KT133, KT266 і KT400 була лідером з виробництва чипсетів для процесорів AMD.